# فرودگاه شهرستان ناتچز–آدامز
فرودگاه ناتچز–آدامز کانتی (به انگلیسی: Natchez-Adams County Airport) (به زبان بومی: Hardy-Anders Field) یک فرودگاه همگانی بهره‌برداری هوایی با کد یاتا HEZ است که یک باند فرود آسفالت دارد و طول باند آن ۱۹۸۱ متر است. این فرودگاه در کشور ایالات متحده آمریکا قرار دارد و در ارتفاع ۸۳ متری از سطح دریا واقع شده‌است.